# Cólquida
En la antigua geografía, la Cólquida o Cólquide (en laz y también en georgiano: კოლხეთი, k'olkhéti; en griego antiguo: Κολχίς, Kolchis, probablemente vinculado a khalkos, que designa el cobre) fue un antiguo Estado, reino y después región de la actual Georgia, que ha desempeñado un papel importante en la formación de la cultura étnica del pueblo georgiano y sus subgrupos. El reino de la Cólquida contribuyó al desarrollo del Estado georgiano medieval después de haberse unificado con el reino de Iberia o Kartli. El término «Cólquida» se utiliza para referirse al conjunto de antiguas tribus que vivieron en la costa oriental del mar Negro. Su pujanza y sus estructuras estatales, ya hacia el II milenio a. C., jugaron un papel activo en Asia Menor.
Probablemente una de las tribus más antiguas de Georgia, los colcos, se establecieron en la región desde la Edad del Bronce, una región que se corresponde actualmente con varias provincias georgianas —Svaneti, Racha y Abjasia, Imericia, Guria y Adjaria— y con el noreste de la actual Turquía —provincias de Trebisonda y Artvin—.
Por las descripciones de los autores clásicos, la Cólquida sería una ciudad-estado colonizada por los griegos a orillas del mar Negro, en lo que hoy sería Abjasia y Mingrelia, las regiones más occidentales de Georgia. El primer reino de Cólquida parece haber sido destruido por los cimerios y los escitas hacia 720 a. C., y luego integrado en el Imperio persa aqueménida a mediados del siglo VI a. C.
Según la mitología griega, la Cólquida era el reino de Eetes y su hija Medea y el destino de los argonautas de Jasón, o incluso la tierra de las amazonas. Jasón, a bordo de su nave Argo, viajó hasta allí para robar el vellocino de oro, un regalo de los dioses que aportaba prosperidad a quien lo poseyera, una preciada posesión de Eetes, que había recibido cuando Frixo llegó montado en el lomo del animal. Medo conquistó el país cuando acudió desde Asia para socorrer a su abuelo Eetes, que había perdido el reino a manos de su propio hermano y, una vez muerto Eetes, anexionó la Cólquida al imperio que por él se llamó Media.

## Geografía antigua
Según varios autores clásicos, la Cólquida era una región que estaba limitada por el Ponto, el mar Negro, el río Corax (probablemente el actual río Bzybi, en Abjasia, Georgia), la cadena montañosa del Gran Cáucaso (entre la Cólquida y el reino Sarmacia), Iberia, los montes Moschici (ahora las montañas del Cáucaso Menor) y Armenia. Sin embargo, la frontera sur de la Cólquida varía según sea el autor: así Estrabón hace comenzar la región en Trebisonda, mientras que Ptolomeo, por otro lado, hace extender el Ponto hasta el río Phase (actual Rioni). Ahora se sabe que Pitsunda fue la última ciudad cólquida situada en el norte del país.
Es en esta región donde nacen las leyendas de Jasón y los argonautas, que se fueron allí en busca del vellocino de oro de la hechicera Medea. El nombre «Cólquida» aparece por vez primera en las obras de Esquilo y Píndaro. La escritores más antiguos hablaron de la región con el nombre de Eea (la residencia del rey mítico Eetes y de su hermana Circe). Flavio Arriano y Plinio el Viejo esbozan, por su parte, una lista de los ríos colcos: el Cariente, el Cobo, el Sigames, el Tarsuras, el Hipo, el Astélefo y Crisórroa. Las principales ciudades de la Cólquida eran Dioscuríade (llamada Sebastopolis por los romanos, hoy Sujumi), en las orillas del Ponto Euxino, Sarapana (ahora Chorapan), Fasis (ahora Poti), Pityus (la actual Pitsunda), Apsaros (hoy Gonio), Surium (ahora Vani), Arqueópolis (hoy Nokalakevi), Macheiresis y Cyta, también conocida como Cutatisium (ahora Kutaisi), cuna tradicional de Medea.

## Historia

### Orígenes
A fines del segundo milenio a. C., en el Asia Menor, al este del Ponto Euxino (mar Negro) y al sudoeste de Transcaucasia, dos reinos florecían, el de Diaoji y el de Cólquida (en griego: Κολχίς Kolkhís).
Cólquida fue un reino surgido de la confederación de los pueblos colcos hacia el siglo IX a. C. Los colcos y su reino destruyeron la confederación de Diaoji (siglo VIII a. C.), lo que los puso en contacto directo con Urartu (posible antecesor de los armenios). En las fuentes de Urartu se mencionan numerosas ciudades reales de la Cólquida y parece, pues, que ya en el siglo VIII a. C. gozaba de un alto grado de civilización. Un único rey gobernaba en la Cólquida, y en cada provincia había un gobernador.

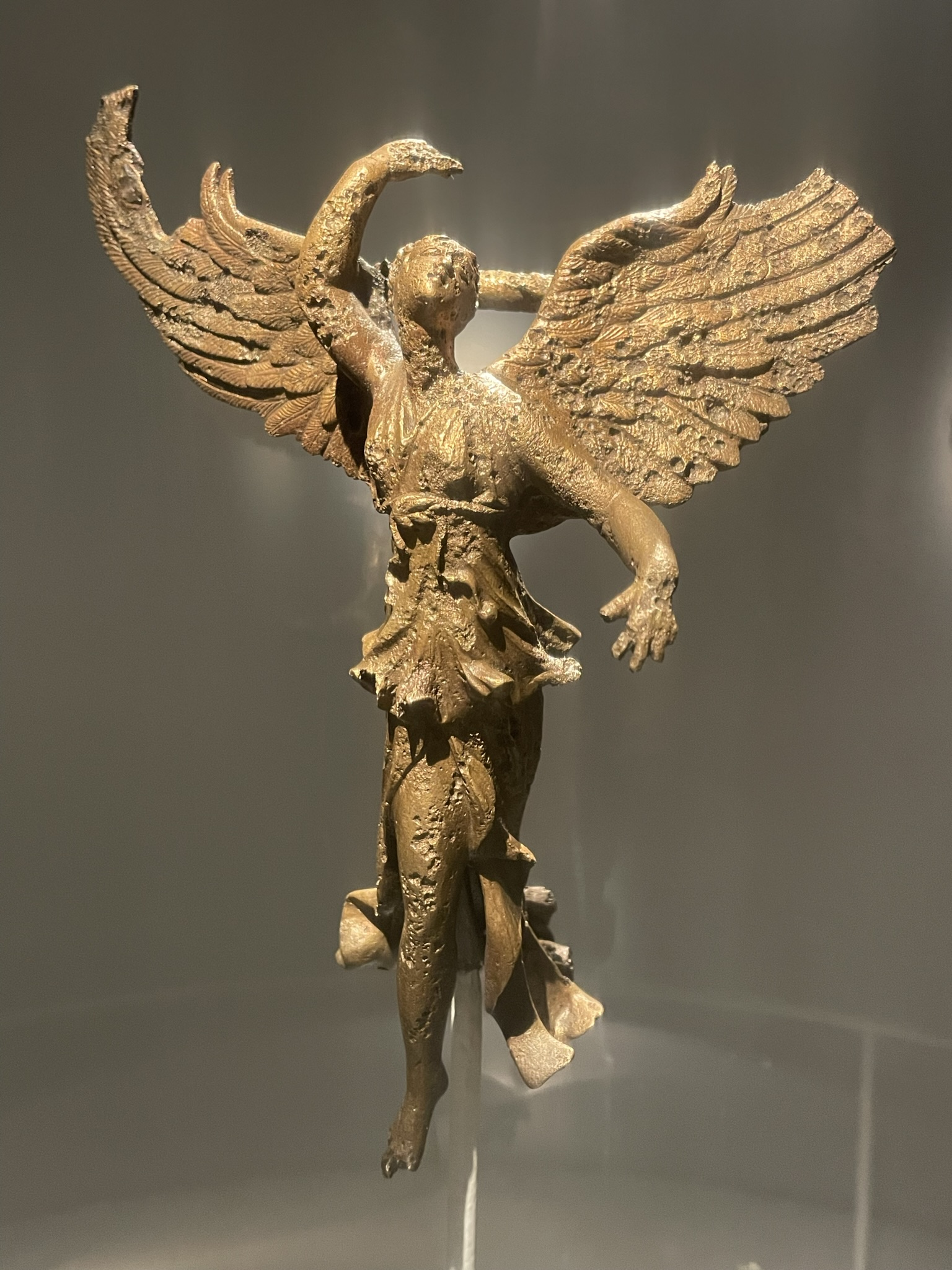
Estatuilla de la diosa Niké, encontrada en Vani, Imericia

Es ahí donde se desarrolla la leyenda de la hechicera Medea y la de Jasón y los argonautas, que allí fueron a buscar el Vellocino de Oro; según Heródoto, los persas sostienen que los griegos raptaron a Medea, hija del rey, como represalia del anterior secuestro de Io, y que no aceptaron el rescate ofrecido por el rey. Esquilo y Píndaro fueron los primeros en mencionar a Cólquida, a la cual a veces se le daba el nombre de Eea, que a su vez era el nombre de la isla donde en la leyenda residían el rey Eetes (epónimo de estos lugares y quien, según los griegos, gobernaba la Cólquida) y su hermana Circe, en la desembocadura del río Fasis (hoy Rioni). Este río era considerado por los griegos como la frontera entre Europa y Asia, y sus aguas navegables permitían a los marinos remontarlas del mar Negro al este.
Hacia 750 a. C.-748 a. C. el rey Sarduri II de Urartu invadió el país y devastó el sur. Hacia 747 a. C.-741 a. C. volvió y conquistó la residencia de Ildamuche, que era la sede de un gobierno provincial. Poco después comenzaron las acometidas de los cimerios, que los georgianos llamaban Ghmir, y que provocaron muchos daños y muertos. Tras ellos llegaron los escitas y el país quedó asolado.
Los georgianos de la montaña bajaron a la llanura y la economía se vio afectada, pero la autoridad del rey se mantuvo. Los gobernadores, llamados Sceptuchs, regían las provincias. Los escitas y los medos destruyeron en 590 a. C., y el emplazamiento de Urartu fue ocupado por tribus armenias. Así es como la Cólquida y Armenia se convirtieron en vecinas.
El rey de la Cólquida, desde el siglo VI a. C. al siglo V a. C., pagó tributo a los reyes persas. El tributo consistía en el envío cada cinco años de cien esclavas jóvenes y cien esclavos jóvenes.
Hacia 330 a. C., fue liberado de los persas por Alejandro Magno.

### De la colonización griega al Imperio romano
A partir del siglo VIII a. C., los milesios comenzaron a colonizar la costa de la Cólquida. Fundaron Fasis (Poti), Guienos (Ochamchira), Dioscuríade, llamada después Sebastópolis, que es la actual Sujumi, y una de nombre desconocido en Ayaria. Las fuentes griegas mencionan a la ciudad de Kutaia (actual Kutaisi), importante centro del reino y lugar tradicional del nacimiento de Medea. Se han hallado restos arqueológicos de algunas otras ciudades, la principal de las cuales era Vani.
En el siglo V a. C., surge la economía monetaria en la Cólquida. Hacia el siglo IV a. C., la parte oriental cayó bajo dominio del reino de Iberia, y Cólquida pasó a ser llamada Egrisi en las fuentes georgianas. Este reino no siempre fue gobernado por un único rey.
Con el nacimiento de la dinastía de los farnavázidas (que durará hasta el 93 a. C.), cuando se convierte en el reino de Kartli o de Iberia según los griegos. Iberia es entonces posesión de la dinastía de los arsácidas (93 a 32 a. C.) y después volverá a ser dirigida por los farnavázidas.
Mitrídates VI del Ponto (111 a. C.-63 a. C.) incorporó el territorio e hizo gobernador a su hijo Macares, pero intentó independizarse y su padre lo hizo matar. Algunos amigos aristócratas del rey del Ponto tomaron el poder. El año 66 a. C., los romanos expulsaron a Mitrídates, que huyó a Cólquida y después al Bósforo Cimerio.
Hacia 65 a. C. un gobernador local de Cólquida llamado Oltac, que se resistía a los romanos, fue expulsado por éstos, pero otros gobernadores locales sostuvieron Roma. Pompeyo hizo gobernador del distrito a un aristócrata local de nombre Aristarco (dominador de Cólquida, según las monedas). Cólquida ahora estaba formada solamente por la parte central y la capital era Fasis (Poti). Caído Pompeyo, Farnaces II del Ponto, hijo de Mitrídates, aprovechando que César estaba ocupado en Egipto, se apoderó de Cólquida, Armenia y parte de Capadocia (49 a. C.) derrotando a Gneo Domicio Calvino, pero su éxito fue breve. Este mismo personaje fue enviado por César contra Farnaces y lo derrotó el 47 a. C. Polemón, sucesor de Farnaces, fue rey del Ponto y el Bósforo, incluyendo Cólquida. Cuando desapareció el reino del Ponto, se incorporó a Roma como parte de la provincia de Galacia. Guarniciones romanas se establecieron en las villas costeras.
Dioscuria, la capital, que estaba en la costa del Eusio, pasó a llamarse Sebastópolis bajo el dominio romano. Otras ciudades fueron Sarapana (hoy en día Scharapani), Surium, Arqueópolis, Macheiresis y Cyta o Cutatisium (actualmente Kutaisi).
El año 69, hubo una revolución interna bajo la dirección de Anicetes, y los rebeldes llegaron hasta Trebisonda, donde derrotaron a los romanos y quemaron sus naves. El emperador envió a Virdio Geminio con un ejército que derrotó a Anicetes. Este se refugió con el príncipe local de Sedokhez, que lo entregó a los romanos. Desde entonces la presencia romana se reforzó y el país estuvo sometido hasta el siglo II, cuando los príncipes locales de los Lazes, Apxiles o Apsides, Abasgues o Abascis, Samiges y otros menores se hicieron prácticamente independientes. El principado de los Lazes conquistó los otros principados entre los siglos III y IV d. C. dando origen al reino de Lázica, desapareciendo en el mismo siglo la presencia de guarniciones romanas que existieron hasta pasado el año 300.

### En los orígenes de Georgia
Tras pasar a ser, bajo el mandato de Trajano, parte de la provincia romana del Ponto, fue llamada Georgia después de la conquista sasánida. El cristianismo hace su aparición en 311, gracias a Santa Nina la Iluminadora (esclava mártir). En 337, tras la conversión del rey Mirian III de Iberia (265-342) y de su esposa Nana, el cristianismo se convierte en la religión oficial del reino.
El año 446 (o 460), Vakhtang I cabeza de lobo (446-502) funda la dinastía bagrátida y escoge la ciudad de Tiflis como capital, cuyo nombre se debe a sus aguas termales. Vakhtang I liberó el país de los sasánidas y extendió sus dominios a toda la Transcaucasia (actual Georgia, Armenia, Azerbaiyán). Además, proclamó la autocefalía de la Iglesia georgiana. Pero finalmente fue derrotado por los persas y, en 502, Georgia fue dividida en dos: la Georgia Oriental, que fue anexada al reino de Kartli, y la Georgia Occidental, que corresponde a Cólquida, la cual tomó el nombre de Reino de Lázica.
En el siglo VI los persas abolieron la monarquía de Karthlia, pero con la ayuda del Imperio bizantino fueron expulsados y los aznauris (nobles) restablecieron la administración y el poder del reino. En 654, los persas y los bizantinos se disputaron la región, la cual, finalmente, fue conquistada por los georgianos a fines del siglo VIII.